# Manuel Ferré
Pour les articles homonymes, voir Ferré.
Manuel Ferré, né le 18 avril 1903 à Relizane (Algérie) et mort le 3 novembre 1989 à Montpellier (Hérault), est un homme politique français.

## Biographie
Le 22 février 1961, il devient sénateur à la suite du décès de Fernand Malé,.